# E311
La ruta europea E311 és una carretera que forma part de la Xarxa de carreteres europees. Comença a Breda (Països Baixos) i finalitza a Utrecht (Països Baixos). Té una longitud de 84 km. Té una orientació de nord a sud.